# Okręty podwodne typu O 21
Okręty podwodne typu O 21 – seria holenderskich okrętów podwodnych z okresu międzywojennego i okresu II wojny światowej, składająca się z siedmiu jednostek. Cztery pierwsze, niekompletne okręty zostały pospiesznie ewakuowane do Wielkiej Brytanii. Pozostałe trzy jednostki zostały zwodowane już po aneksji Holandii przez III Rzeszę i włączone do służby w Kriegsmarine jako UD-3, UD-4 i U-D5. W trakcie działań wojennych utracono O 22 (8 listopada 1940).